# ماب كويست
MapQuest (منمق كـ mapquest ) هي خدمة خرائط ويب أمريكية مجانية عبر الإنترنت. أطلقت في عام 1996 كأول خدمة تجارية لرسم خرائط الويب.  تتنافس MapQuest على حصتها في السوق مع منافسين مثل خرائط Google وخرائط هير . 

## تاريخ

تم إلغاء شعار MapQuest السابق كجزء من إعادة تصميم موقع الويب الذي تم الكشف عنه في 14 يوليو 2010.

تعود أصول MapQuest إلى عام 1967 مع تأسيس خدمات رسم الخرائط ، وهي قسم من RR Donnelley &amp; Sons في شيكاغو ، والتي انتقلت إلى لانكستر ، بنسلفانيا ، في عام 1969. في منتصف الثمانينيات من القرن الماضي ، بدأت RR Donnelley & Sons في إنشاء خرائط وطرق للعملاء ، بالتعاون مع Barry Glick ، وهي جامعة في Buffalo Ph.D.  في عام 1994 تم نسجها باسم GeoSystems Global Corporation. تم تكييف الكثير من التعليمات البرمجية للاستخدام على الإنترنت لإنشاء خدمة ويب MapQuest في عام 1996. كانت خدمات MapQuest الأصلية عبارة عن خرائط (يشار إليها باسم "أطلس تفاعلي") واتجاهات القيادة (تسمى "TripQuest"). 
واستشعارًا للطلب الناشئ على التطبيقات المكانية على الإنترنت ، ومع زمن انتقال الشبكة المعطل في لانكستر ، قام الفريق التنفيذي لـ Barry Glick و Perry Evans بنقل MapQuest إلى منطقة LoDo الصاعدة في دنفر ، كولورادو .
تألف فريق دنفر الأولي من إيفانز وسيمون جرينمان وكريس فانجوي وهاري جراوت. لجعل MapQuest منافسًا جادًا في سوق التطبيقات المكانية عبر الإنترنت ، تم تطوير مجموعة قوية من الأدوات الجغرافية تحت إشراف Greenman. تم تكليف Grout ، الذي قضى وقتًا في Rand McNally و Etak و Navigation Technologies Corporation لبناء بيانات الخرائط الرقمية ، بالحصول على البيانات وترتيبات الترخيص. شهد الفريق الأولي نموًا سريعًا في مكتب دنفر ، وفي وقت قصير أصبحت MapQuest علامة تجارية مشهورة.
في 25 فبراير 1999 ، تم طرح MapQuest للاكتتاب العام في بورصة ناسداك .  في ديسمبر 1999 ، أعلنت America Online (AOL) أنها ستستحوذ على MapQuest مقابل 1.1 مليار دولار. تم إغلاق الصفقة في عام 2000.  قام الرئيس التنفيذي للعمليات / المدير المالي جيم توماس بإدارة هذه المعاملات. 
لفترة ما ، قام MapQuest بتضمين صور القمر الصناعي من خلال صفقة ترخيص مع GlobeXplorer ، ولكن تم إزالتها لاحقًا بسبب آليات الأعمال غير التقليدية  للترتيب الذي توسطت فيه AOL. في سبتمبر 2006 ، بدأ موقع الويب مرة أخرى في تقديم صور القمر الصناعي في برنامج تجريبي جديد.
في عام 2004 ، أطلقت MapQuest و uLocate و Research in Motion و Nextel MapQuest Find Me ، وهي خدمة للبحث عن الأصدقاء تعمل على الهواتف المحمولة التي تدعم نظام تحديد المواقع العالمي (GPS) . يتيح MapQuest Find Me للمستخدمين العثور تلقائيًا على موقعهم والوصول إلى الخرائط والاتجاهات وتحديد مواقع نقاط الاهتمام القريبة ، بما في ذلك المطارات والفنادق والمطاعم والبنوك وأجهزة الصراف الآلي. يتمتع المستخدمون أيضًا بالقدرة على إعداد تنبيهات ليتم إخطارهم عند وصول أعضاء الشبكة إلى منطقة معينة أو مغادرتهم منها. في عام 2005 ، أصبحت الخدمة متاحة على Sprint ، وفي عام 2006 ، Boost Mobile .
في يوليو 2006 ، أنشأ MapQuest إصدارًا تجريبيًا لميزة جديدة يمكن للمستخدمين من خلالها إنشاء مسارات مخصصة عن طريق إضافة نقاط توقف إضافية وإعادة ترتيب نقاط التوقف على طول الطريق وتجنب أي منعطفات أو طرق غير مرغوب فيها. يمكن للمستخدمين أيضًا كتابة عنوان البداية. 
في أبريل 2007 ، أعلنت MapQuest عن شراكة مع OnStar التابعة لشركة جنرال موتورز للسماح لمشتركي OnStar بالتخطيط لطرق القيادة الخاصة بهم على MapQuest.com وإرسال وجهتهم إلى خدمة الملاحة خطوة بخطوة من OnStar. بدأ البرنامج التجريبي OnStar Web Destination Entry في صيف عام 2007 مع مجموعة مختارة من مشتركي OnStar. 
واجهت MapQuest تحديات في منتصف العقد 2000 بسبب عدم وجود الابتكار في واجهة المستخدم والميزات.
أدى ذلك إلى تراجع حصتها في السوق، حيث انتقل المستخدمون إلى منافسيها الذين يتمتعون بقدرات تعريف الخرائط المتقدمة.
فشلت MapQuest في الابتكار ومواكبة منافسيها، مما أدى إلى تراجع حصتها في السوق. كما فشلت الشركة في التنبؤ بظهور الأجهزة المحمولة، والتي غيرت طريقة الوصول للمستخدمين إلى الخرائط والاتجاهات. ستستكشف هذه الدراسة الخطوات التي يجب أن تتخذها MapQuest لمعالجة هذه التحديات والحفاظ على موقعها كخدمة رئيسية للخرائط
حوالي عام 2008 ، قام عامة الناس بتحويل كبير بعيدًا عن MapQuest إلى خدمة خرائط Google الأحدث بكثير. 
في يوليو 2010 ، أعلنت MapQuest   عن خططها لتصبح أول موقع رسم خرائط رئيسي يحتضن بيانات رسم الخرائط مفتوحة المصدر ، وإطلاق موقع جديد  منفصل عن موقعه الرئيسي ، باستخدام البيانات بالكامل من مشروع OpenStreetMap .  في 14 يوليو 2010 ، أطلقت MapQuest واجهة مستخدم مبسطة وجعلت الموقع أكثر إحكاما. قدم MapQuest أيضًا تخصيص "خرائطي" ، والذي يمكّن المستخدم من تخصيص الواجهة.
في يوليو 2012 ، أصبح Brian McMahon الرئيس التنفيذي والمدير العام لشركة MapQuest.
في مايو 2015 ، مع شراء شركة AOL بواسطة Verizon Communications ، أصبحت MapQuest تحت ملكية Verizon. 
في 11 يوليو 2016 ، أوقفت MapQuest واجهة برمجة التطبيقات المفتوحة الخاصة بها ،   وتم تحويل المستخدمين مثل خرائط جنوم إلى طبقة مجانية مؤقتًا من Mapbox ،  أثناء النظر في البدائل. 

## الخدمات والبرامج
حاليًا ، يستخدم MapQuest بعض خدمات TomTom لنظام الخرائط الخاص به.
يوفر MapQuest قدرًا من التفاصيل على مستوى الشارع أو اتجاهات القيادة لمجموعة متنوعة من البلدان. يمكن للمستخدمين التحقق مما إذا كانت دولتهم متاحة باستخدام قائمة منسدلة في صفحة MapQuest الرئيسية.
تقدم الشركة تطبيقًا مجانيًا للهاتف المحمول لنظامي التشغيل Android و iOS يتميز ببحث POI والملاحة الصوتية وحركة المرور في الوقت الفعلي وغيرها من الميزات. يوفر MapQuest أيضًا موقعًا إلكترونيًا مناسبًا للجوّال.
يحتوي MapQuest على العديد من منتجات السفر ويتضمن أيضًا ميزة للسماح للمستخدمين بمقارنة أسعار الغاز القريبة ، على غرار الخدمة التي يقدمها GasBuddy.com . ومع ذلك ، هذه الميزة متاحة فقط في الولايات المتحدة.
تساعد بيانات POI الخاصة بـ MapQuest الخدمة على تمييز نفسها عن برامج تحديد الطريق الأخرى من خلال توجيه المستخدمين مباشرةً إلى مداخل الشركات والوجهات ، بدلاً من عناوين الشوارع العامة.

## نشر
في تشرين الأول (أكتوبر) 2006 ، باعت MapQuest قسم النشر (الذي نشر الخرائط التقليدية في شكل ورقي) للتركيز على خدماتها عبر الإنترنت والهاتف المحمول . 

## أنظر أيضا
- رسم الخرائط الرقمية

## روابط خارجية
- الموقع الرسمي
- MapQuest – OpenStreetMap Wiki